# I det djupa, i det höga
I det djupa, i det höga är en psalmtext skriven av Johan Olof Wallin 1817. 
Johan Olof Wallin hade Åttonde söndagen efter trefaldighet det året predikat över ämnet "Religionens varning mot tidens villfarelse". Predikan utgavs sedan under sommaren i tryck. I anslutning till denna predikan förekommer denna psalm, som sedan kom med i 1819 års psalmbok. Melodin är samma koral som används till Har jag nåd hos Gud i höjden. I Finlandssvenska psalmboken (1986) förekommer en annan melodi, av Johann Schop.

## Publicerad som
- Nr 12 i 1819 års psalmbok under rubriken "Guds väsende och egenskaper".
- Nr 20 i 1937 års psalmbok
- Nr 386 i Finlandssvenska psalmboken (1986)